# Sulaimān an-Nābulusī

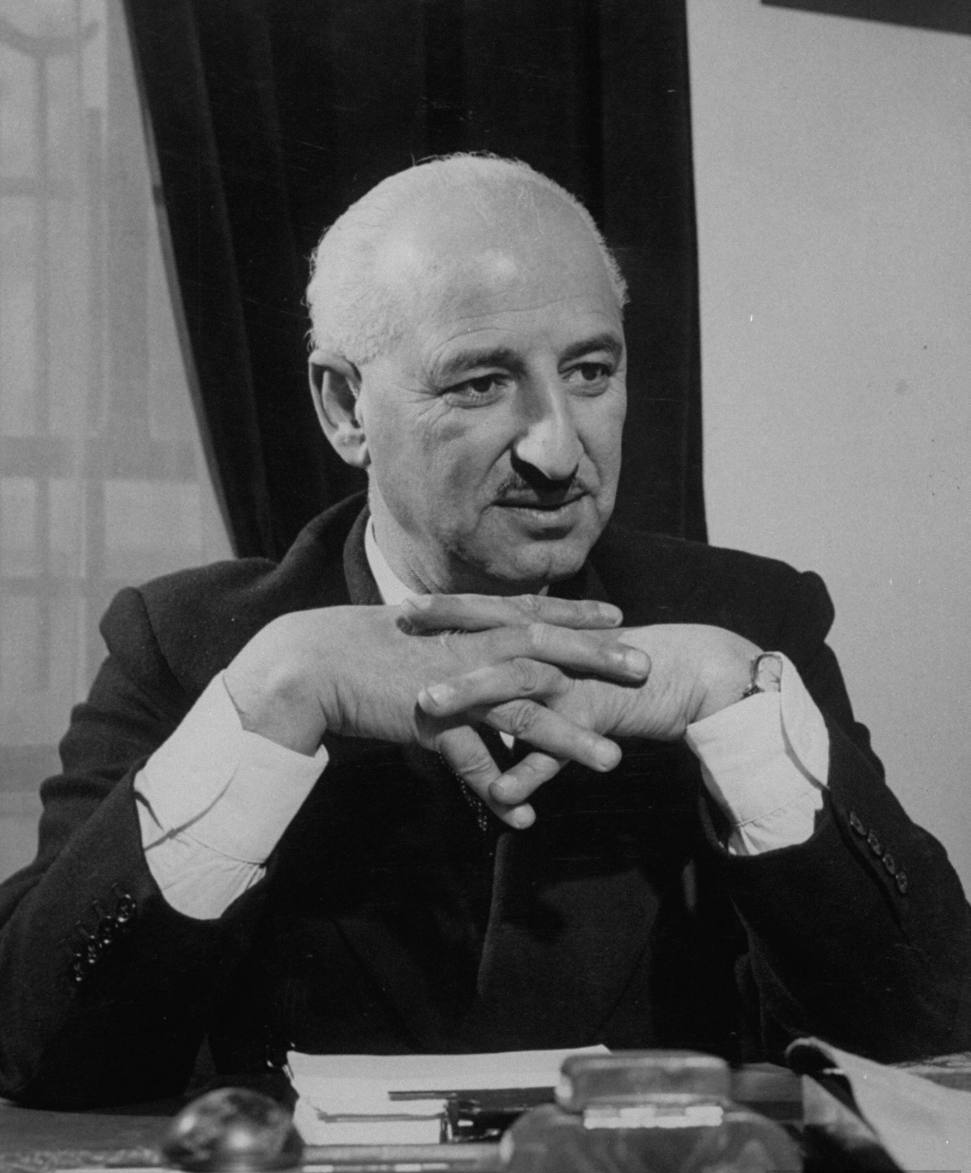
Sulaimān an-Nābulusī, 1957

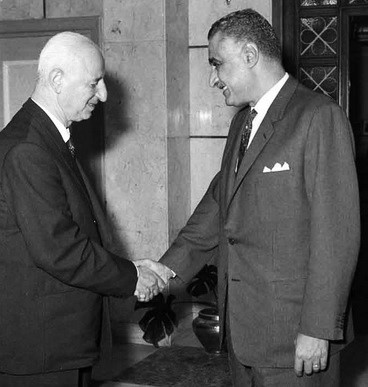
Nābulusī 1968 mit Nasser

Sulaimān an-Nābulusī (auch: Nabulsi) (* 1908 oder 1910 in as-Salt, Osmanisches Reich; † 14. Oktober 1976 in Amman, Jordanien) war ein jordanischer Politiker und 1956–1957 für sechs Monate Premierminister des Königreichs Jordanien.

## Leben
Schule und College besuchte Sulaimān an-Nābulusī in Nablus, wo er anschließend zunächst als Lehrer arbeitete. 1930–1934 studierte er an der Amerikanischen Universität Beirut Wirtschaftswissenschaften und schloss als Bachelor of Arts ab. Wegen seiner antibritischen patriotischen Gesinnung wurde er von der britischen Mandatsmacht 1936 für ein Jahr eingekerkert. Danach arbeitete er in der seiner Familie gehörenden Seifenfabrik und ab 1940 als Bankangestellter in Amman.
In der ersten Regierung des 1946 unabhängig gewordenen Königreichs Transjordanien wurde er 1947 zunächst Wirtschaftsminister, 1949 aber wegen antibritischer Tätigkeit erneut inhaftiert und nach seiner Entlassung von Dezember 1950 bis Juli 1951 im Kabinett Samir ar-Rifaʿi erneut Wirtschaftsminister. 1953–1954 wurde er als Jordaniens Botschafter nach London abgeschoben und gründete dann nach seiner Rückkehr die bürgerlich-liberale und linksnationalistische Kräfte vereinende Nationale Sozialistische Partei. Nach schweren innenpolitischen Auseinandersetzungen um den außenpolitischen Kurs Jordaniens in der Frage des Beitritts zum Bagdad-Pakt und einer Meuterei proägyptischer "Freier Offiziere" um Abu Nawwar fanden am 21. Oktober 1956 im Schatten der Sueskrise Parlamentswahlen statt, aus denen die Nationale Sozialistische Partei mit 12 Mandaten als stärkste Gruppierung hervorging.
Gestützt auf ein Bündnis mit der ebenfalls 1954 gegründeten Arabisch-Sozialistischen Baath-Partei Jordaniens und der Kommunistischen Partei Jordaniens löste Sulaimān an-Nābulusī am 27. Oktober 1956 das konservative Kabinett Ibrahim Hashem ab und bildete eine Regierung, in der der nationalistische Baath-Politiker Abdallah ar-Rimawi Außenminister und Vizepremier wurde. Sulaimān an-Nābulusīs Onkel Abd al-Halim an-Nimr wurde Innen- und Verteidigungsminister, Anwar al-Katib Infrastrukturminister.
Der Historiker Rashid Khalidi bezeichnet die sechsmonatige Amtszeit als Phase der demokratischen Öffnung. Die Regierung erreichte am 14. März 1957 die Kündigung des anglo-jordanischen Bündnisvertrages von 1948 und den Abzug der letzten britischen Truppen. Die Aufnahme diplomatischer Beziehungen zur Sowjetunion mit jordanischem Regierungsbeschluss vom 2. April 1957 und die Entscheidung, einen US-Kredit abzulehnen, führte zum Widerstand der prowestlichen, konservativen und islamistischen Kreise am Hof. Der sowjetischen Nachrichtenagentur TASS wurde die Eröffnung eines Büros in Amman erlaubt.
Innenpolitisch hatte Sulaimān an-Nābulusī dem Drängen der Kommunisten, den alten Staatsapparat zu säubern, nicht nachgegeben und auch nicht zu einer wesentlichen Verbesserung der sozialen Lage der Volksmassen beigetragen. In diesem Machtkampf stützte er sich auf Ägypten und Syrien. Hingegen fand der junge König Hussein Rückendeckung bei Saudi-Arabien, Großbritannien und den USA und konnte schon am 13. April 1957 Sulaimān an-Nābulusīs Regierung zum Rückzug zwingen sowie daraufhin am 15. April die Übergangsregierung seines Nachfolgers Abd al-Halim an-Nimr. In der Regierung von an-Nimrs Nachfolger Hussein Khalidi war Sulaimān an-Nābulusī noch Außenminister, aber auch diese Regierung wurde am 24. April 1957 schließlich abgesetzt. Neuer Premierminister wurde wieder Ibrahim Hashem.
Nach einem Umsturzversuch Sulaimān an-Nābulusī und Abdallah ar-Rimawi nahestehender Offiziere um Abu Nawwar wurde der Ex-Premier 1961–1962 erneut verhaftet. Sein Versuch, 1968 ein erneutes Oppositionsbündnis unter Einschluss der Palästinenser zu formen, scheiterte spätestens im Bürgerkrieg von 1970/71. Während des Oktoberkrieges (dem Jom-Kippur-Krieg) 1973 kritisierte an-Nābulusī scharf die Zurückhaltung des Königs.